# Юріюс Векленко
Юріюс Векленко (лит. Jurijus Veklenko; більше відомий як Jurijus; нар. 6 липня 1990, Клайпеда, Литва) — литовський співак, який представляв Литву на 64-му пісенному конкурсі «Євробачення» в Тель-Авіві з піснею «Run with the Lions».

## Життя і творчість
Юріюс Векленко народився та виріс у литовському місті Клайпеда. Навчався за спеціальністю рекреації та туризму у Клайпедський університет, проте лише місяць працював за дипломом. Свою музичну кар'єру він розпочав у Вільнюсі.

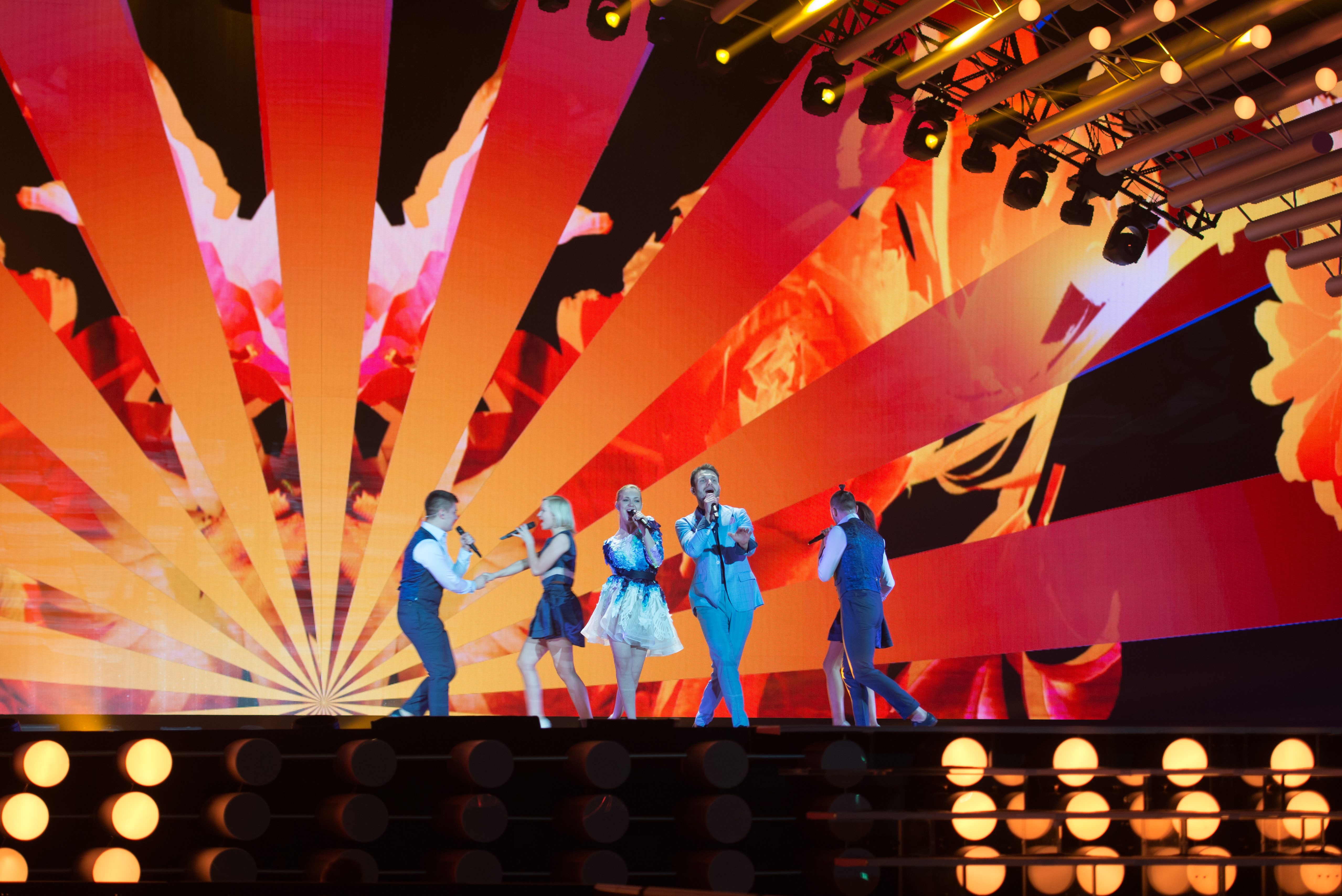
Юріюс на «Євробаченні» у Відні, 2015

У 2010 році Юріюс брав участь у талант-шоу «Литовські таланти» (лит. Lietuvos talentai), де увійшов у десятку найкращий. Взимку 2012 році він брав участь у литовському національному відборі на «Євробачення» (лит. Nacionalinė Eurovizijos atranka) з дебютною піснею «Tu ne viena». У травні 2013 року Юріюс був бек-вокалістом литовського представника Андрюса Появіса на 58-му пісенному конкурсі «Євробачення» в Мальме. У вересні того ж року брав участь у другому сезону шоу «Голос Литви» (лит. Lietuvos Balso) у команді Катажини Немицької, де дійшов до етапу прямих ефірів, а вже через місяць вдруге брав участь у нацвідборі на «Євробачення». Взимку 2015 року Юріюс у складі бой-бенду «Rollikai» брав участь у нацвідборі, який покинули на одному з перших шоу, проте Юріюс виступив бек-вокалістом дуету Моніки Лінкіте та Вайдаса Бауміла на 60-му пісенному конкурсі «Євробачення» у Відні. У 2017 році у фіналі литовського національного відбору на «Євробачення» він виконував головну вокальну партію дреґ-виконавиці Лоліти Зеро.
У травні 2018 року Юріюс став переможцем другого сезону розважального шоу «Ми — одна кров» (лит. Mes — vieno kraujo) та отримав 10 тисяч євро. Наприкінці того ж року Юріюс познайомився з авторами «Run with the Lions», на початку 2019 року з цією ж піснею він переміг в литовському національному відборі на 64-й пісенний конкурс «Євробачення». 16 травня він виступив дванадцятим у другому півфіналі конкурсу, проте йому не вдалося потрапив до фіналу. Того ж дня на цифрових майданчиках, відбувся прем'єра дебютного альбому «Mano Sapnuose». До роботи над альбомом було залучено литовських музикантів та тривала два роки. Альбом має здебільшого електронне звучання та містить у собі десять пісень, три з який вже були презентовані.

## Дискографія

### Студійні альбоми
| Назва         | Деталі                                                                |
| ------------- | --------------------------------------------------------------------- |
| Mano Sapnuose | - Дата: 16 травня 2019 - Поширення: UAB Gyva Muzika - Формат: Digital |

### Сингли
| Рік  | Назва                                       | Альбом        |
| ---- | ------------------------------------------- | ------------- |
| 2018 | «Kartais»                                   | Mano Sapnuose |
| 2019 | «Run with the Lions»                        | Mano Sapnuose |
| 2019 | «Skirtingi Pasauliai» (з Інгою Янкаускайте) | Mano Sapnuose |